# کایشوو
کایشوو (انگلیسی: Kaishevo) یک شهرک در شهرستان دیورتیورلینسکی در استان باشقیرستان کشور روسیه است.